# Ившин, Виктор Павлович
Ви́ктор Па́влович И́вшин (29 октября 1941, Ившины, Слободской район, Кировская область, РСФСР, СССР ― 4 декабря 2017, Йошкар-Ола, Марий Эл, Россия) ― советский и российский деятель науки, учёный-химик, доктор химических наук, профессор. Ректор Марийского государственного университета (1985―1998). Почётный работник высшего профессионального образования Российской Федерации, заслуженный работник высшей школы Российской Федерации (2007). Действительный член Нью-Йоркской академии наук (1998). Член КПСС.

## Биография
Родился 29 октября 1971 года в деревне Ившины Кировской области РСФСР.
В 1963 году окончил Казанский химико-технологический институт имени С. Кирова, в 1968 году ― заочную аспирантуру там же. Научные руководители ― доктор технических наук, профессор И. Е. Мойсак и кандидат химических наук А. Л. Фридман. 
После окончания института работал до 1971 года научным сотрудником в Государственном институте прикладной химии. В 1971―1975 годах был старшим научным сотрудником в Государственном институте химических продуктов.
В 1975 году переехал в г. Йошкар-Олу. В 1975―1977 годах ― старший преподаватель, доцент, в 1977―1981 и 1983―1985 годах ― заведующий кафедрой органической и биологической химии, проректор по научной работе Марийского государственного университета. В 1985―1998 годах ― ректор Марийского государственного университета. Внёс весомый вклад в развитие системы дополнительного образования, стал организатором и куратором двух специализаций Федеральной программы подготовки управленческих кадров. Под его руководством в вузе были открыты юридический и электроэнергетический факультеты, построено здание учебного корпуса «Е». 
Способствовал реализации передовых технологий: в стенах университета была произведена компьютеризация, подключение его к сети Internet, были установлены международные контакты с университетами европейских стран и США, получено финансирование по различным направлениям, в ряде грантов, в том числе международных, он выступал непосредственным руководителем или координатором. 
В 1984 году в Институте органической химии им. Н. Д. Зелинского Академии Наук СССР защитил докторскую диссертацию, а в 1986 году ему присвоено звание профессора.
В 1991 за заслуги в научной деятельности ему присвоено почётное звание «Заслуженный деятель науки Марийской ССР», в 2007 году ― почётное звание «Заслуженный работник высшей школы Российской Федерации». Награждён медалями и  Почётной грамотой Президиума Верховного Совета Марийской АССР.
Занимался и общественной деятельностью: избирался депутатом Йошкар-Олинского городского Совета. 
Скончался 4 декабря 2017 года в Йошкар-Оле. Похоронен на кладбище п. Медведево Марий Эл.

## Научная деятельность
Является автором более 300 научных публикаций. Автор 32 изобретений.
Сфера научных интересов: органический синтез; химия, строение и свойства N-нитраминов; получение, свойства, переработка хитина, хитозана, Д-глюкозамина; химия супертоксикантов; компьютерное моделирование синтеза и химических процессов. 
Получил известность как химик-органик, специалист в области химии и реакционной способности азотосодержащих соединений. Одним из первых в России использовал и широко пропагандировал технику межфазного катализа в органическом синтезе. Внёс неоценимый вклад в развитие фундаментальных исследований в области конструирования высокоэнергетических материалов. 
Занимался научной работой в Пермском филиале Государственного института прикладной химии и Казанском НИИ химических продуктов. 
С 1998 года ― действительный член Нью-Йоркской академии наук. Являлся членом 2-х диссертационных советов. 

## Основные научные работы
Далее представлен список основных научных работ профессора В. П. Ившина:
- Успехи химии первичных алифатических нитраминов // Успехи химии. ― 1969. ― Т. 38. ― С. 1448―1478 (в соавт.).
- Диоксины и диоксиноподобные соединения. Пути образования, свойства, способы деструкции: Монография / В. П. Ившин, Р. В. Полушин; Мар. гос. ун-т. ― Йошкар-Ола: Изд-во Мар. гос. ун-та, 2004. ― 315 с.: ил. ― Библиогр. в конце глав. ― ISBN 5-94808-132-X.
- Методы выделения хитин-глюкановых комплексов из нативной биомассы высших грибов // Высокомолекулярные соединения. ― 2007. ― № 12. ― С. 215―222 (в соавт.).
- Сорбция паров воды хитинсодержащими материалами // Каллойдный журнал. ― 2008. ― Т. 70. ― С. 1―4.
- Дифференциация молекулярного строения нитросоединений как основа моделирования процессов их термодеструкции // Успехи химии. ― 2009. ― Т. 78 (10). ― С. 1022―1047 (в соавт.).
- Выделение хитин-глюканового комплекса из плодовых тел шляпочных грибов // Прикладная химия и биотехнология. ― 2009. ― Т.48. ― С. 348―353 (в соавт.).

## Научное признание
- Почётный работник высшего профессионального образования Российской Федерации[4]
- Заслуженный работник высшей школы Российской Федерации (31 января 2007)[1][2] ― за заслуги в научно-педагогической деятельности и большой вклад в подготовку квалифицированных специалистов[7]
- Заслуженный деятель науки Марийской ССР (1991)[1][2][4]

## Память
- 25 ноября 2022 года в Йошкар-Оле на здании корпуса «Б» Марийского государственного университета прошло торжественное открытие мемориальных досок, увековечивших память ректоров В. Э. Колла и В. П. Ившина[4][8][9].
- Памяти В. П. Ившина в Марий Эл проходит «День моля» ― ежегодный республиканский конкурс среди учащихся 9―11 классов по решению задач по химии[4].